# Sơn ca ngón ngắn nhỏ
Sơn ca ngón ngắn nhỏ (danh pháp khoa học: Alaudala rufescens) là một loài chim trong họ Alaudidae.
Loài này sinh sản ở Tây Ban Nha, Bắc Phi, bao gồm cả Thổ Nhĩ Kỳ về phía đông qua các bán sa mạc ở Trung Á đến Mông Cổ và Trung Quốc. Nhiều quần thể, bao gồm cả các nòi giống Tây Ban Nha và châu Phi, ít di chuyển xa (không di cư), nhưng một số quần thể chim châu Á từ phía bắc của phạm vi sinh sản di cư về phía nam vào mùa đông. Loài này là chim lang thang rất hiếm gặp ở phía bắc và tây châu Âu.

## Phân loại và hệ thống học
Sơn ca ngón ngắn nhỏ ban đầu được mô tả là thuộc chi Alauda. Tên chi Alaudala là dạng thu nhỏ của Alauda, còn tên gọi rufescens là từ trong tiếng Latin để chỉ "hung đỏ, nâu đỏ", từ rufus nghĩa là "đỏ". Các tên gọi khác của sơn ca ngón ngắn nhỏ còn có sơn ca ngón ngắn thông thường, sơn ca xám, sơn ca ngón ngắn hung đỏ và sơn ca ngón ngắn. Cho tới gần đây, một số tác giả vẫn coi sơn ca ngón ngắn Athi, sơn ca ngón ngắn châu Á và/hoặc sơn ca ngón ngắn Somali là phân loài của sơn ca ngón ngắn nhỏ.

## Phân loài
Có 9 phân loài được công nhận:
- Sơn ca ngón ngắn nhỏ Tenerife (A. r. rufescens (Vieillot, 1819)): Tìm thấy ở Tenerife (tây trung quần đảo Canary).
- Sơn ca ngón ngắn nhỏ Đông Canary (A. r. polatzeki (Hartert, 1904)): Tìm thấy ở miền đông quần đảo Canary.
- Sơn ca ngón ngắn nhỏ Tây Ban Nha (A. r. apetzii (Brehm, AE, 1857)): Tìm thấy ở đông và nam bán đảo Iberia.
- Sơn ca ngón ngắn nhỏ thông thường (A. r. minor (Cabanis, 1851)): Tìm thấy từ Morocco tới tây bắc Ai Cập và miền nam Thổ Nhĩ Kỳ, bán đảo Sinai và miền đông Iraq.
- Sơn ca ngón ngắn nhỏ châu thổ sông Nile (A. r. nicolli (Hartert, 1909)): Tìm thấy ở châu thổ sông Nile (bắc Ai Cập).
- Sơn ca ngón ngắn nhỏ Đông Thổ Nhĩ Kỳ (A. r. pseudobaetica (Stegmann, 1932)): Tìm thấy ở miền đông Thổ Nhĩ Kỳ, Transkavkaz và miền bắc Iran.
- Sơn ca ngón ngắn nhỏ thảo nguyên (A. r. heinei (Homeyer, 1873)): Tìm thấy từ Ukraina tới miền đông Kazakhstan.
- Sơn ca ngón ngắn nhỏ Trung Thổ Nhĩ Kỳ (A. r. aharonii (Hartert, 1910)): Tìm thấy ở miền trung Thổ Nhĩ Kỳ.
- Sơn ca ngón ngắn nhỏ Ba Tư (A. r. persica Sharpe, 1890): Tìm thấy ở miền đông và nam Iraq tới miền nam và tây nam Afghanistan.

## Thư viện ảnh

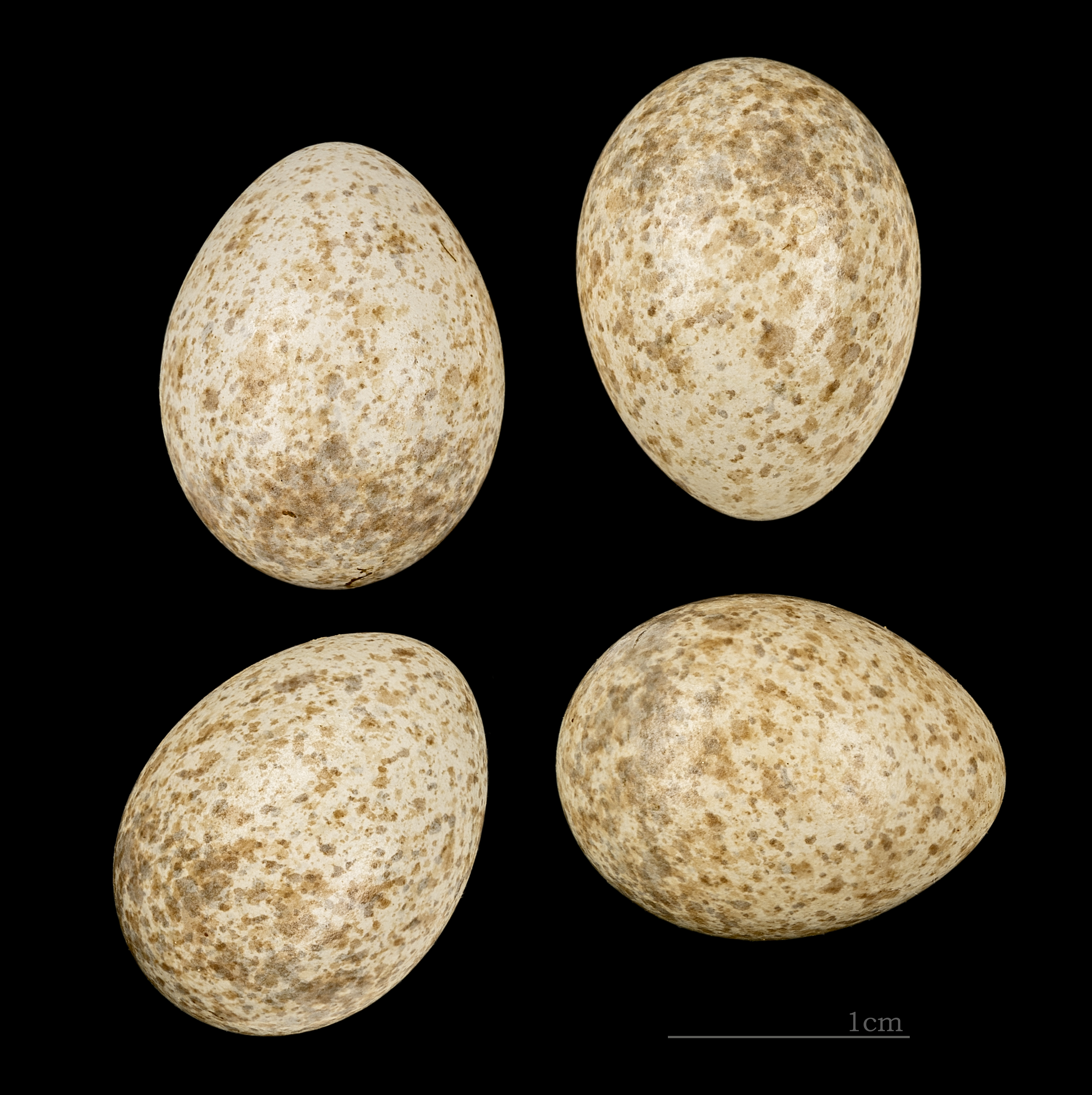
Trứng của Alaudala rufescens minor